# Oberoende Filmares Förbund
Oberoende Filmares Förbund (OFF) är en svensk intresseorganisation för mindre och fristående professionella filmare i Sverige, grundad 1984 med säte i Stockholm.
Då flertalet upphovsmän, manusförfattare, regissörer och producenter inom filmproduktion av olika slag (till exempel dokumentärfilm, kortfilm, långfilm, experimentell konstfilm, TV-film) ofta arbetar ensamma (likt auteurer) eller i mindre grupper, driver sina egna projekt med personliga konstnärliga visioner och begränsade resurser, inte sällan hanterande flera yrkesroller själv, och i egenskap av mindre aktörer ofta är utsatta i förhållande till större filmbolag, distributörer, TV-bolag och finansiärer, bildades Oberoende Filmares Förbund av filmare för filmare. 
Förbundet är Sveriges främsta organisation för oberoende filmare och mindre produktionsbolag och drivs som en ideell förening av sina medlemmar. Med begreppet "oberoende" avses att inte vara anställd av något större film- eller TV-bolag på dess ofta mer kommersiellt styrda villkor. Man kan däremot samverka med dessa större och resursstarkare parter i olika sammanhang, men kan då ofta befinna sig i ett ojämlikt förhållande och riskera att mista mycket av sin konstnärliga och arbetsmässiga självständighet. 
Förbundet bistår sina medlemmar praktiskt som förhandlingsmässig och juridisk medpart i förhållande till andra parter. Man förmedlar även information och fortbildning till medlemmarna och fungerar som en drivande kraft i filmpolitiska frågor, för förbättrade villkor för filmdistribution och filmskapandet som konstform, med ökad jämlikhet mellan könen, samt utgör ett nätverk för utbyte, samverkan och gemenskap mellan medlemmarna.
Förbundet är medlem i Filmproducenternas Rättighetsförening (FRF) och Konstnärliga och Litterära Yrkesutövares Samarbetsnämnd (KLYS) samt samverkar nära med Copyswede i upphovsrättsfrågor för att stärka skyddet och ersättningssystemen för film.
 Styrelse för 2011-2012: 

Kasper Collin, ordförande, delat

Johanna St Michaels, ordförande, delat

Carl Javér, vice ordförande, web/facebook

Henrik Andersson, kassör

Kristina Meiton, medlemsinformatör

Johanna Bernhardson, ledamot

Marta Dauliute, ledamot

Maja Kekonius, ledamot

Adjungerade:
Marie Kjellson, Hanna Högstedt, 
Tobias Janson, Kalle Boman, 
Alberto Herskovits